# Metropolita de Kiev e Toda a Rússia

Rússia de Kiev em 1237

Metropolita de Kiev e Toda a Rússia (russo: Митрополит Киевский и всея Руси; ucraniano: Митрополит Київський та всієї Русі)  foi o título dos bispos da metrópole de Kiev sob a jurisdição no Patriarcado de Constantinopla, que existiu em 988-1596 e depois entre 1620 e 1686.
O título de metropolita foi estabelecido após o Batismo da Rússia em 988. Como resultado do colapso da Rus', "e Toda a Rússia" foi adicionado ao título "Metropolita de Kiev".
Apesar do fato de que, em 1299, Kiev, devido à devastação e desolação devido ao jugo mongol-tártaro, deixou de ser o local de residência permanente do metropolita, todos os metropolitas, cujas residências eram tanto em Vladimir quanto em Moscou, continuaram sendo chamados de Metropolitas de Kiev e Toda a Rússia.
A partir de 1461, após o início da autocefalia das eparquias da Rússia Oriental, que faziam parte do Estado de Moscou, os metropolitas que tinham cátedra em Moscou passaram a ser chamados de Metropolitas de Moscou e Toda a Rússia, e os metropolitas da Rússia Ocidental, que tinham residências em Navahrudak, Kiev e Vilna, começaram a ser chamados Metropolitas de Kiev, Galícia e Toda a Rússia, já que Kiev permaneceu a cidade catedral.
Em 1595, a Metrópole de Kiev aceitou a União com a Igreja Católica Romana, tornando-se católica, e formando a Igreja uniata russa, cujo primaz manteve o título de Metropolita de KIev, Galícia e Toda a Rússia.
Em 1620, a Metrópole Ortodoxa de Kiev foi restaurada, cujo primaz voltou a ter o título de Metropolita de Kiev e Toda a Rússia.
Em 1686, após a anexação do Hetmanato à Rússia, a metrópole de Kiev foi anexada ao Patriarcado de Moscou. Esta decisão foi confirmada pelo patriarca Dionísio IV de Constantinopla.